# Berneuil (Charente-Maritime)
Berneuil [bɛʁnœj] ist eine westfranzösische Gemeinde mit 1163 Einwohnern (Stand 1. Januar 2022) im Département Charente-Maritime in der Region Nouvelle-Aquitaine.

## Lage
Berneuil liegt ca. 60 Meter ü. d. M. und etwa auf halber Fahrtstrecke zwischen Saintes (ca. 13 Kilometer nördlich) und der Kantonshauptstadt Pons (ca. 10 Kilometer südöstlich) in der Kulturlandschaft der Saintonge. Weitere Orte mit eindrucksvollen romanischen Kirchen liegen nur wenige Kilometer entfernt: Pérignac, Bougneau, Échebrune, Avy, Chadenac, Biron, Marignac u. a.

## Bevölkerungsentwicklung
| Jahr      | 1968 | 1975 | 1982 | 1990 | 1999 | 2006 | 2016 | 2019 |
| Einwohner | 636  | 595  | 669  | 732  | 832  | 926  | 1144 | 1149 |

Bei der ersten Volkszählung in Frankreich im Jahr 1793 hatte Berneuil gut 1400 Einwohner. Gegen Ende des 19. Jahrhunderts wanderten viele Einwohner wegen der Reblauskrise ab. Der Bevölkerungsanstieg in den letzten Jahrzehnten ist in hohem Maße auf die niedrigen Grundstückspreise im Vergleich zu den Nachbarstädten Saintes und Pons und die daraus resultierende Zuwanderung zurückzuführen.

## Wirtschaft
Es werden hauptsächlich landwirtschaftliche Güter produziert (Getreide, Wein und Rinder). Der Weinbau wurde in der 2. Hälfte des 19. Jahrhunderts wegen des Befalls der Weinreben durch die Reblaus stark zurückgenommen. Dennoch gehört der Ort zu den Fins Bois der Weinregion Cognac. Auch der Tourismus, d. h. in erster Linie die Vermietung von Ferienwohnungen (gîtes) spielt eine gewisse Rolle im Wirtschaftsleben der Gemeinde.

## Geschichte
Berneuil liegt auf geschichtsträchtigem Gebiet mit Spuren aus der Jungsteinzeit, aus der Römerzeit und der galloromanischen Zeit. Es liegt im Einzugsbereich einer alten Römerstraße (Via Agrippa), die einst Bordeaux (Burtigala) mit Saintes (Mediolanum Santonum) verband und von der noch Überreste erhalten sind, und an der mittelalterlichen Via Turonensis im Netz der Jakobswege nach Santiago de Compostela.

## Sehenswürdigkeiten

### Kirche Notre-Dame-de-l´Assomption

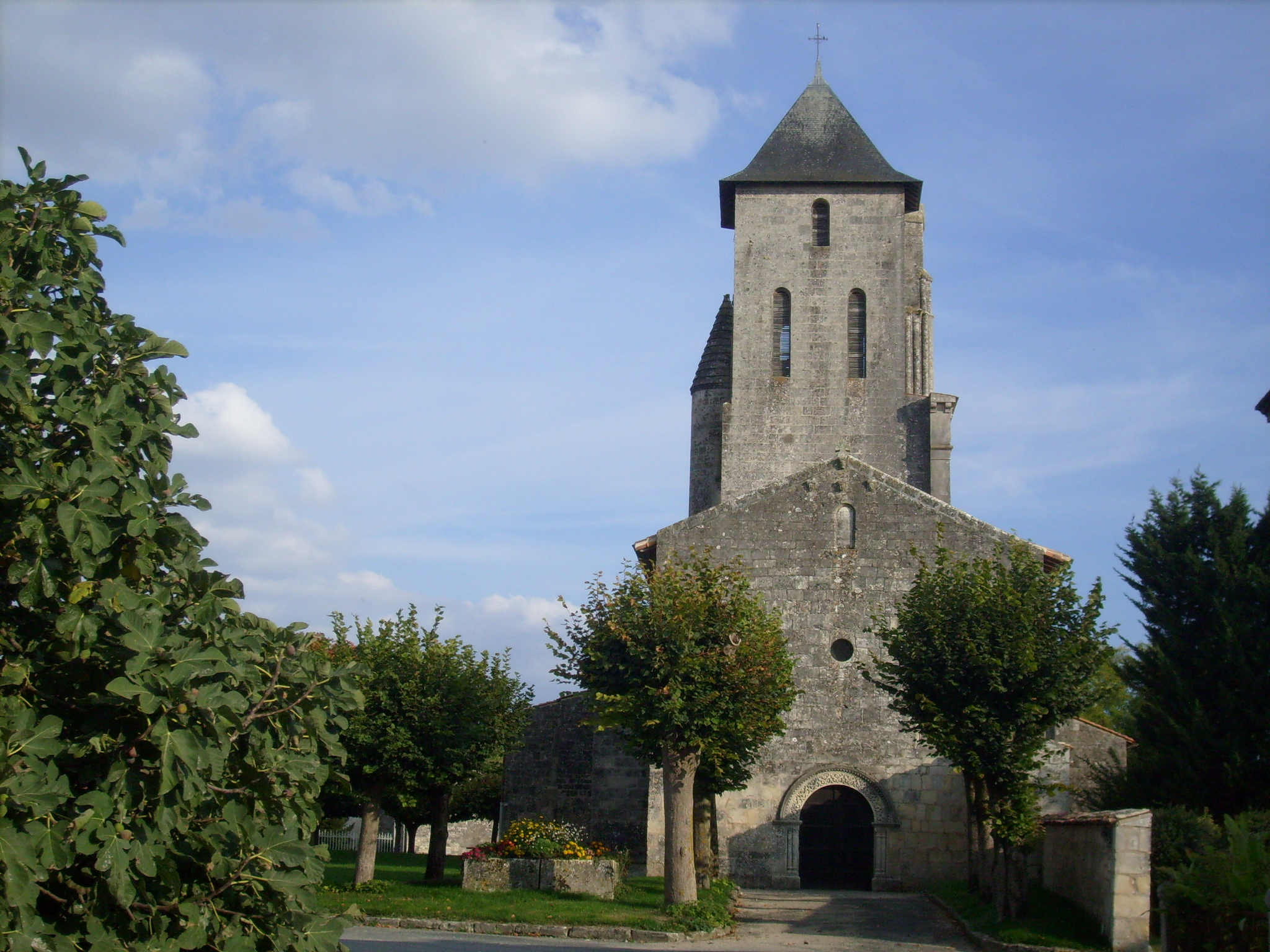
Kirche Notre-Dame (Westseite)

- Die Kirche Notre-Dame-de-l´Assomption mit ihrem ungewöhnlich hoch aufragenden Vierungsturm macht – auf den ersten Blick – für einen Kirchenbau der Saintonge einen vergleichsweise wenig gegliederten und schmucklosen Eindruck – bei genauerem Hinsehen entdeckt man jedoch auf der Süd- und Ostseite der Vierungsturms Mauerreste, die einen ehemals außergewöhnlich schönen und hohen Turm erahnen lassen. Und in der Tat – die romanische Kirche des 12. Jahrhunderts muss in den Hugenottenkriegen (1562–1598) stark in Mitleidenschaft gezogen worden sein und wurde irgendwann im 17. Jahrhundert notdürftig und geschmacklos wiederhergestellt. Dasselbe gilt auch für die Westfassade – hier zeigt nur das tympanonlose Westportal ein im 19. Jahrhundert restauriertes Dekor auf der Stirnseite des Archivoltenbogens. Das weiß verputzte und mit einem hölzernen Dachstuhl versehene Kirchenschiff ist im Innern in drei Joche unterteilt; während die Südwand mit großen Blendarkaden gegliedert ist, ist die Wand auf der Nordseite ein Produkt der Rekonstruktion. Das Kirchenbauwerk ist seit dem Jahr 1907 als Monument historique[1] klassifiziert. In der Krypta wurden menschliche Gebeine gefunden, die vermutlich von Gefallenen der Schlacht zwischen den Truppen des Prinzen von Condé (Fronde) und des Königs von Frankreich im Jahre 1652 in der Nähe von Berneuil stammen.

### Sonstige
- Die aus einer Mischung von (Wein-)Feldern und Wald gebildete Umgebung lädt zu Spaziergängen und Wanderungen ein. Einige Winzer bieten auf Anfrage auch Wein- und Cognacverkostungen (dégustations) an.